# Нараянан, Сунилдут Лина
Сунилдут Лина Нараянан (в официальных документах международной шахматной федерации ФИДЕ встречается также сокращенное написание имени С. Л. Нараянан) (англ. S. L. Narayanan или англ. Sunilduth Lyna Narayanan; 10 января 1998, Тривандрам, Индия) — индийский шахматист, гроссмейстер (2016).

## Биография
Родился 10 января 1998 года в Тривандраме, столице штата Керала, в семье Сунилдута и Лины.
В 2007 году Нараянан добился своего первого успеха, выиграв юношеский чемпионат индийского штата Керала по шахматам в возрастной группе до 9 лет. Позже Нараянан выигрывал медали на чемпионатах штата Керала и Индии по шахматам среди юношей в различных возрастных группах. В 2012 году в составе сборной Индии завоевал бронзовую медаль на Всемирной юношеской шахматной олимпиады в возрастной группе до 16 лет. В 2016 году выиграл бронзовую медаль в чемпионате мира по шахматам среди юниоров. В 2019 году занял четвертое место в чемпионате Азии по шахматам. В том же году в Ханты-Мансийске участвовал в розыгрыше Кубка мира по шахматам, в котором в 1-м туре проиграл  Давиду Антон Гихарро.
В августе 2021 года Нараянан занял второе место в открытом турнире «А» Рижского технического университета.

## Изменения рейтинга
| Графики недоступны из-за технических проблем. См. информацию на Фабрикаторе и на mediawiki.org. |